# Billy Andrews (Fußballspieler, 1874)
William Robert „Billy“ Andrews (* 21. April 1874 in Bonhill; † 26. November 1921 in Dumbarton) war ein schottischer Fußballspieler.

## Karriere
Andrews spielte im Lokalfußball von Vale of Leven, bevor er im Dezember 1893 zum schottischen Erstligisten FC Dumbarton kam, für den er in der Spielzeit 1893/94 noch zehn Liga- und zwei Pokalspiele bestritt.
Im August 1894 wurde er vom englischen Erstligisten Bolton Wanderers verpflichtet und war dabei neben J. Millar, John Stevenson und Archie Freebairn einer von vier schottischen Neuzugängen zur Saison 1894/95. Nach drei Toren in zwölf Einsätzen fand er in der Folgesaison keine Berücksichtigung mehr und wurde im Dezember 1895 zum Zweitdivisionär FC Loughborough transferiert. Loughborough verstärkte sich im Dezember gleich mehrfach, neben Andrews wurden auch David Brown (Blackburn Rovers) und John Smith (Newcastle United) in die Mannschaft geholt. Von der Presse als „kluger und fähiger Mittelstürmer [sic!]“ vorgestellt, bestritt Andrews als Halbstürmer in den folgenden anderthalb Jahren 46 Ligaspiele und erzielte zwölf Tore, darunter ein Hattrick im April 1897 gegen die Burton Wanderers.
Ab Sommer 1897 setzte er seine Karriere im Süden Englands in der Southern Football League fort, zunächst für eine Spielzeit bei Gravesend United (17 Spiele/1 Tor), dann in Bristol beim FC Warmley (11/2). Mit dessen Abmeldung vom Spielbetrieb im Januar 1899 scheint auch Andrews’ Profilaufbahn zu Ende gegangen zu sein, vom Oktober 1899 ist seine Teilnahme mit dem FC Dumbarton in einer Partie des Scottish Qualifying Cups überliefert. 1905 soll er bei der Wiederbelebung des FC Dumbarton beteiligt gewesen sein, nachdem der Klub 1901 aufgelöst worden war.
Andrews starb im November 1921 plötzlich während seiner Arbeit in der Schiffswerft von William Denny and Brothers und hinterließ seine Frau sowie ein Kind.